# Opiona bifurcata
Opiona bifurcata är en mångfotingart som beskrevs av Gardner och Shelley 1989. Opiona bifurcata ingår i släktet Opiona och familjen Caseyidae. Inga underarter finns listade i Catalogue of Life.